# Luke Letcher
Luke Letcher (født 11. juni 1994) er en australsk roer.
Letcher var med i den australske dobbeltfirer, der vandt bronze ved OL 2020 i Tokyo. De tre øvrige besætningsmedlemmer i båden var Jack Cleary, Cameron Girdlestone og Caleb Antill. Australierne sikrede sig bronzemedaljerne efter en finale, hvor Holland vandt guld mens Storbritannien tog sølv.

## OL-medaljer
- 2020:  Bronze i dobbeltfirer